# Am Elfengrund 77
Die Villa in der Straße Am Elfengrund 71 ist ein Bauwerk in Darmstadt-Eberstadt.

## Geschichte und Beschreibung
Die Villa wurde im Jahre 1906 nach Plänen des Architekten Arthur Wienkoop erbaut.
Stilistisch gehört das Haus zur heimatlichen Bauweise. Das zweigeschossige Landhaus steht auf einem Sandsteinsockel. Die Fassade besteht aus verputztem Mauerwerk.
Die Giebelflächen sind holzverschindelt. Das Mansarddach ist mit Biberschwanzziegeln gedeckt und besitzt einen verzierten Ortgang.
Die Fassade des Hauses ist durch die Fenster symmetrisch gegliedert.

## Denkmalschutz
Die Villa ist ein typisches Beispiel für den heimatlichen Baustil in den 1900er-Jahren in Darmstadt.
Die Villa ist aus architektonischen und stadtgeschichtlichen Gründen ein Kulturdenkmal.